# Moundou

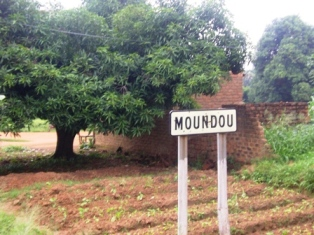
Moundou.

Moundou är en stad i Tchad, vid floden Logone. Staden har cirka 135 200 invånare (2004). Området kring Moundou är ett viktigt bomullsdistrikt, och i staden finns ett bomullsinstitut, grundat 1939. Förutom bomullsindustrin finns i staden även stora bryggerier.